# Hochscharten
Der 1474 m ü. NHN hohe Hochscharten ist ein Gipfel der Chiemgauer Alpen an der Gemeindegrenze von Ruhpolding und Reit im Winkl. Der Berg baut sich aus Wettersteinkalk auf und liegt unmittelbar an einer sehr bedeutenden Deckenstirn.

## Geographie
Der Hochscharten, gelegentlich auch als die Hochschartenwand bezeichnet, bildet zusammen mit den Schärtenwänden (1267 m) ein kleines, Ost- bis Ostsüdost-streichendes Massiv an der Südwestecke der Gemeinde Ruhpolding und entlang der Nordostgrenze der Gemeinde Reit im Winkl. Dieses Massiv wird durch das zum Weitsee nach Süden drainierende Große Wappbachtal vom östlich anschließenden Bergstock Gurnwandkopf-Hörndlwand abgetrennt. Die Südflanke wird vom nach Westen ziehenden Weißgraben entwässert. Einen Kilometer nordwestlich erhebt sich der 1415 Meter hohe Rachelspitz. Von der auf 1122 Meter gelegenen Einsattelung zwischen Rachelspitz und Hochscharten fließen nach Nordosten der Gschwendbach ins Tal der Röthelmoosalm und nach Südwesten der Rachelberggraben, der etwas weiter talauswärts nach Umrundung des Westsporns des Hochschartens von Norden kommend in den Weißgraben übergeht. Die Ostseite des Berges drainieren einige kleinere Gräben, die in den gen Norden mäandrierenden Röthelmoosbach münden.
Das Gipfelkreuz auf dem Hochscharten befindet sich etwas östlich vom höchsten Punkt, der mit einem Steinmandl gekennzeichnet ist. Die Steilwand auf der Nordostseite des Gipfels bricht rund 200 Meter ab. Der Berg bietet einen schönen Blick auf Geigelstein (1808 m), Kampenwand (1669 m), Hochgern (1748 m), Hochfelln (1674 m), Haaralmschneid (1595 m) und Gurnwandkopf (1691 m) sowie einen beeindruckenden Tiefblick auf die Röthelmoosalm.

## Zugang
Der Zugang zum Hochscharten erfolgt über die auf der Südseite gelegene Gräbenalm (1001 m) – entweder aus dem Weißgrabental über die Sankt Pankratiusquelle von Westen oder vom Weitsee kommend über den Kleinen Wappbach. Der teils recht schmale Anstiegspfad ab der Oberen Gräbenalm ist nicht markiert und auch nicht immer auf Anhieb zu erkennen. Die überwundene Gesamthöhe beträgt zirka 750 Meter, bei einer Gehzeit von vier Stunden.
Oft wird von der Hochscharten aus auch noch der Rachelspitz bestiegen, wobei steiglos nach Nordwesten zur Einsattelung zwischen den beiden Gipfeln abgestiegen wird. Der folgende Anstieg zur Rachelspitz ist ebenfalls nur schlecht zu finden.

## Geologie
Der Gipfelaufbau des Hochschartens mit seinen steilen Nordabbrüchen besteht vollständig aus Wettersteinkalk. Desgleichen gilt auch für die benachbarten Schärtenwände, die zusätzlich etwas Wettersteindolomit entlang des Großen Wappbachs aufweisen. Tektonisch handelt es sich hier um die Hochscharten-Hörndlwand-Schuppe der Staufen-Höllengebirgs-Decke, mittels derer das Tirolikum die nördlich anschließende Lechtal-Decke des Bajuvarikums überfuhr. Die Überschiebungsfront verläuft weniger als 400 Meter nördlich der Wetterstein-Wände, deren Wandfuß von massivem Blockschutt und weiter unterhalb von Hangschutt maskiert wird. Die Überschiebung wird von steil nach Süden einfallenden Reichenhaller Schichten angezeigt. Die Überfahrung der Staufen-Höllengebirgs-Decke hat die Lechtal-Decke an ihrem Südrand in ein Mulden-/Sattelpaar gestaucht – die Rachelberg-Mulde und den Rachelberg-Sattel. Letzterer ist im Ostabschnitt seinerseits nach Norden aufgeschoben und nach Süden rücküberschoben. Der Rachelberg-Sattel kann auch als Doppelsattel ausgebildet sein. In seinem Kern befindet sich Hauptdolomit gefolgt von Oberrhätkalk flankenwärts und Lias (Hierlatzkalk, weiter im Osten dann auch Chiemgau-Schichten und Ammergau-Formation) in der Sekundärmulde. Die Rachelberg-Mulde führt engständig eingefaltete Unterkreide. Der Rachelspitz wird bereits von steil nach Norden einfallendem Oberrhätkalk der Sattelnordflanke unterlagert. Noch weiter nördlich folgt dann die breit angelegte Oberwössener Mulde, die das Hochtal der Röthelmoosalm trägt. Sie enthält in ihrem Kern die unterkretazische Schrambach-Formation.
Störungen durchsetzen nicht nur den vorgelagerten Faltenbau, sondern auch die Deckenstirn selbst. Die befolgten Richtungen sind Nordost, Nordnordost und Nordnordwest. Die Querversätze sind meist gering (um 50 Meter), können aber am Nordostsporn an die 250 Meter erreichen (NNW-Richtung und rechtsversetzend). Die Nordost-Brüche zeigen Linksversatz. Zwei große ONO-streichende Störungen trennen am Südostkar Hochscharten und Schartenwände. Zwischen ihnen erscheinen tektonische Fetzen von Hauptdolomit und Raibler Schichten (Raibler Dolomit und Raibler Kalk). Die Störungen setzen sich weiter im Osten am Westsporn des Gurnwandkopfs fort und schneiden dann weiter östlich steil Raibler Schichten des Hochkienbergsattels ab. Die S-C-Anordnung dieser Störungen (und auch die generelle S-C-Anordnung des gesamten Hochschartenmassivs selbst) lassen rechtshändige Scherbewegungen (mit Rotationskomponente gegen den Uhrzeigersinn) vermuten. Die Anordnung der Querbrüche deutet überdies auf eine Deckenstirn-parallele Streckung quer zur Einengungsrichtung.

### Pleistozäne Vereisungen
Wie auch die übrigen Alpen war der Hochscharten während des Pleistozäns mehrfach stark vereist. Insbesondere die Vereisungsspuren der Riß- und der Würm-Kaltzeit lassen sich nachweisen, wobei die Riß-Kaltzeit die Würm-Kaltzeit an Intensität noch übertraf. Das südlich des Hochschartens gelegene Dreiseengebiet wurde von einem Abzweig des Tiroler-Achen-Gletschers durchflossen, der am Seekopf die Wettersteinbarriere durchbrach und dann als Seetraun-Gletscher in den Ruhpoldinger Talkessel einströmte. Der Tiroler-Achen-Gletscher entsandte außerdem einen linken Abzweig durchs Große Wappbachtal, der sich im Tal der Röthelmoosalm mit einem nördlich des Hochschartens aus Reit im Winkl herüberziehenden Seitenast vereinigte (dieser Seitenast hatte die rund 1180 Meter hohe Einsattelung zwischen dem Hochscharten und dem Rachelspitz gerade noch überwunden und Moränenmaterial entlang der Überfahrungsgrenze hinterlassen) und sodann als Urschlauer-Achen-Gletscher ebenfalls gen Ruhpolding vorstoss. Die maximalen Ferneisstände der Riß-Kaltzeit betrugen gemäß Klaus Doben (1970) mehr als 1200 Meter über N. N., sowohl im Dreiseengebiet, im Großen Wappachtal und nördlich des Hochschartens. Der Hochscharten trug sogar zwei kleine Lokalgletscher, die unterhalb der Nordostwand und des Südostkars saßen (der Nordostwand-Gletscher hinterließ Moränen am Nordostsporn der Hochscharten). Beide flossen nach Osten zum Südende der Röthelmoosalm hin ab. Der Gipfel ragte damals knapp 250 Meter aus den ihn umgebenden Ferneismassen.

## Ökologie
Der Nordostabschnitt des Hochschartens und die gesamten Schärtenwände liegen im nahezu 100 Quadratkilometer großen und 1955 eingerichteten Naturschutzgebiet Östliche Chiemgauer Alpen (Nummer NSG-00069.01).